# Страяне
Страяне или Страяни (на македонска литературна норма: Страјане; на албански: Strajani) е село в Северна Македония, в община Гостивар.

## География
Селото е разположено в областта Горни Полог, южно от град Гостивар, в южните склонове на Сува гора, в долината на Лакавишката река.

## История
В началото на XIX век Страяне е албанско село в Гостиварска нахия на Тетовска кааза на Османската империя. Андрей Стоянов, учителствал в Тетово от 1886 до 1894 година, пише за селото:
| „ | С. Страяни. — Има 1 джамия. При селото има развалини отъ стара църква. | “ |

Според статистиката на Васил Кънчов („Македония. Етнография и статистика“) в 1900 година Страяни има 250 жители арнаути мохамедани.
През 1913 година селото попада в Сърбия. Според Афанасий Селишчев в 1929 година Страяне е село в Железноречка община в Горноположкия срез и има 59 къщи с 350 жители албанци.
Според преброяването от 2002 година селото има 307 жители албанци.

## Личности
Родени в Страяне
- Сали Рашидов, български войник, 15 допълнителна дружина, 2 рота, починал на 24.10.1916 г. в град Силистра